# 横浜シーサイドライン
株式会社横浜シーサイドライン（よこはまシーサイドライン）は、神奈川県横浜市で新交通システム「金沢シーサイドライン」を運営している、横浜市や京浜急行電鉄、西武鉄道、横浜銀行などの出資による第三セクター方式で設立された鉄道会社である。本社は横浜市金沢区の並木中央駅に隣接した車両基地内に所在する。なお、「シーサイドライン」の名称およびロゴマークは2010年より同社の登録商標になっている。

## 歴史
- 1983年（昭和58年）4月22日 - 横浜新都市交通株式会社として設立[2]。
- 1984年（昭和59年）4月17日 - 軌道特許取得[2]。
- 1989年（平成元年）
  - 6月29日 - 運輸開始認可。
  - 7月5日 - 金沢シーサイドライン開業[2]。1000形車両が運転開始[2]。
- 1994年（平成6年）4月4日 - 全列車ATOによる自動運転化[2]。
- 1995年（平成7年）8月5日 - 運賃を均一制から対キロ区間制に変更[2]。
- 1998年（平成10年）9月7日 - 八景島駅が第2回「関東の駅百選」に認定。
- 2007年（平成19年）
  - 3月1日 - 旅客営業規則改定、団体乗車の人数要件を25名以上から8名以上に変更。通学用割引普通回数乗車券（放送大学及び通信教育学校在籍者）の発売開始。
  - 3月18日 - PASMOを導入[2][3]。連絡運輸を東日本旅客鉄道、京浜急行電鉄と定期乗車券において開始。小児用通勤定期乗車券発売開始。
  - 9月1日 - 弱冷房車を金沢八景方2両目に導入。
- 2008年（平成20年）4月1日 - 優先車両を2両目及び4両目に導入。
- 2011年（平成23年）2月26日 - 2000形車両が運転開始[2]。
- 2012年（平成24年）
  - 3月24日 - 第1回シーサイドラインフェスタ開催。
  - - 金沢八景駅の移設・延伸工事に着工。
- 2013年（平成25年）
  - 10月1日 - 株式会社横浜シーサイドラインに社名変更[4]。
  - 10月4日-23日、11月2日-30日 - 「会社創立30周年記念キャンペーン」として、並木中央駅の中番線に「ヒストリートレイン」車両を留置し、広告枠にシーサイドラインの開業前からの写真と「第1回シーサイドラインフォトコンテスト」応募写真を展示。
- 2014年（平成26年）5月24日 - 1000形車両がこの日限りで運転終了[5]。
- 2017年（平成29年）4月1日 - 交通系ICカード全国相互利用サービスに対応[6]。
- 2019年（平成31年・令和元年）
  - 3月31日 - 金沢八景駅（本駅）暫定開業[7][8]。
  - 6月1日 - 新杉田駅で、列車（2000形第41編成）が進行方向とは逆の方向に走り出し車止めに衝突、乗客が負傷する事故が発生。開業以来初の鉄道人身障害事故となる[9][10]（詳細は「金沢シーサイドライン新杉田駅逆走事故」を参照）。
- 2020年（令和2年）1月10日 - 横浜市が計画中の米軍上瀬谷通信施設跡地と相模鉄道瀬谷駅間に敷設される新都市交通の運営主体として横浜シーサイドラインに打診したことが報道される（後に市からの申し入れを拒否することが決定）[11]。
- 2021年（令和3年）2月14日 - 金沢八景駅構内複線化[12]

## 軌道事業
以下の案内軌条式による新交通システム (AGT) 路線を運営している。

### 路線
- 金沢シーサイドライン：新杉田駅 - 金沢八景駅、営業路線長10.8 km

### 車両
- 1000形（2014年5月24日で運用終了）
- 2000形

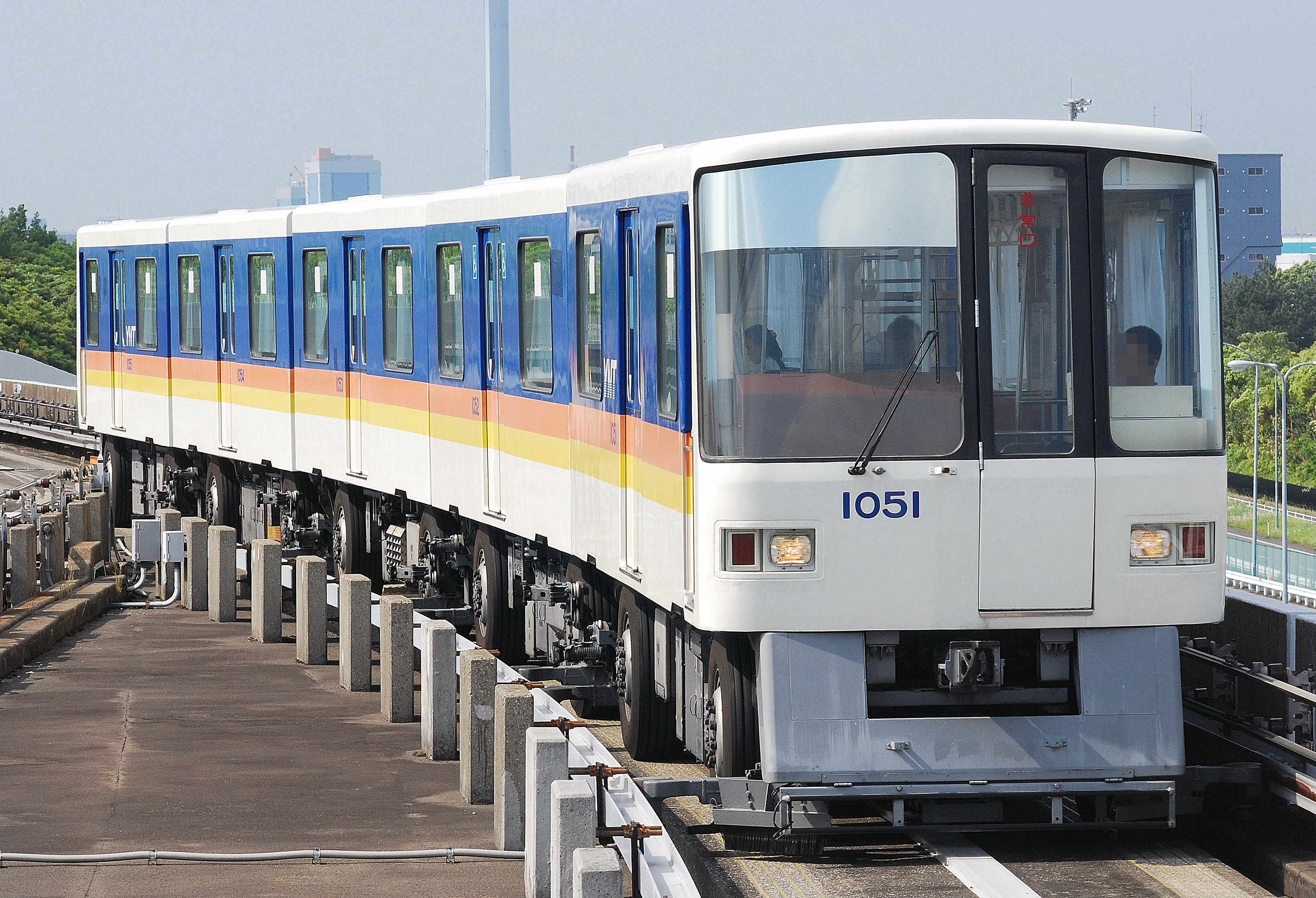
1000形
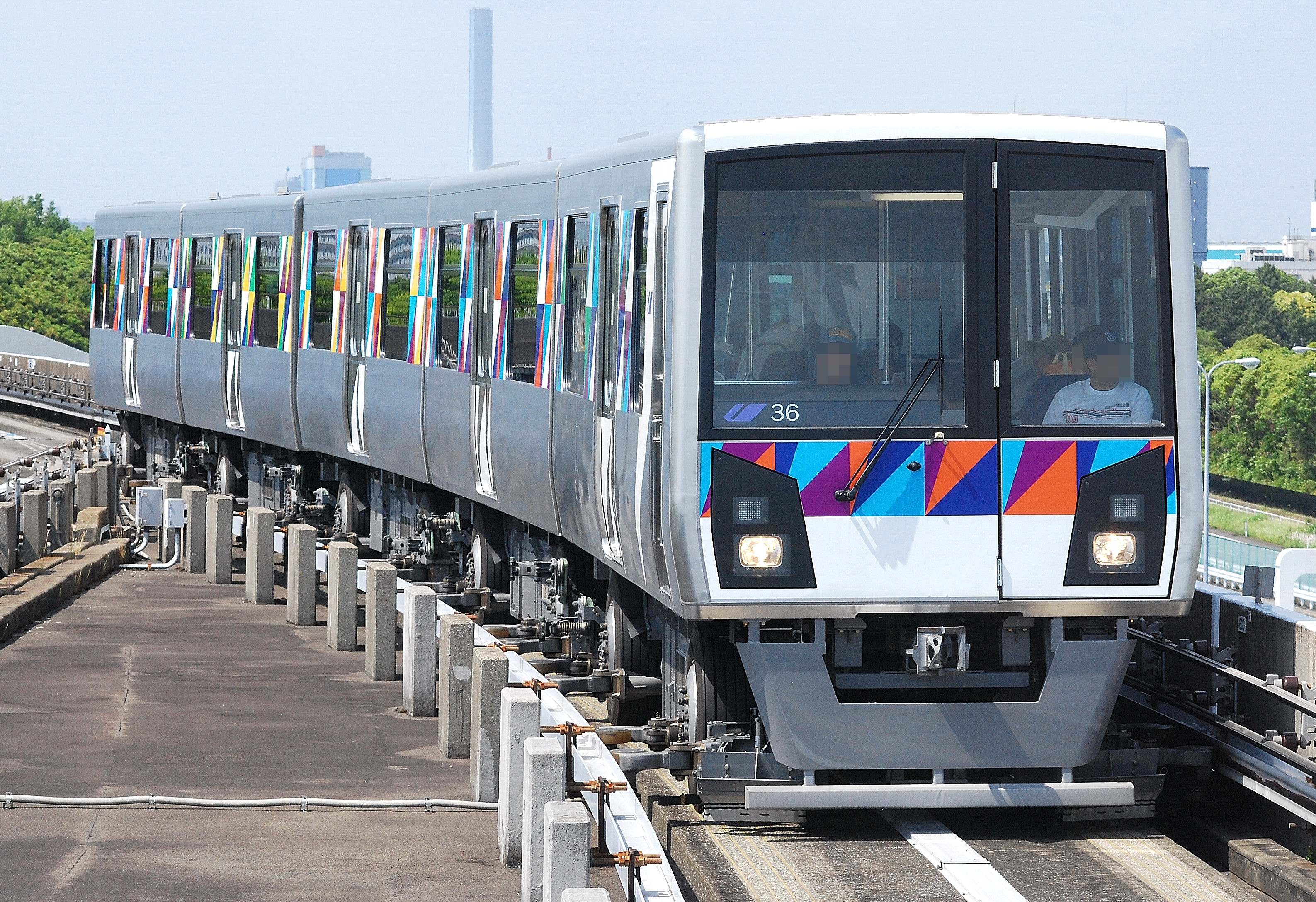
2000形

### 運賃
大人旅客運賃（小児半額・ICカードの場合は1円未満切り捨て、切符購入の場合は10円未満切り上げ）。2019年10月1日改定。
| キロ程    | 普通運賃（円） | 普通運賃（円） | 定期運賃 1か月（円） | 定期運賃 1か月（円） |
| キロ程    | IC利用         | 切符           | 通勤                 | 通学                 |
| --------- | -------------- | -------------- | -------------------- | -------------------- |
| 初乗り2km | 234            | 240            | 9790                 | 4870                 |
| 3 - 4     | 265            | 270            | 10580                | 5800                 |
| 5 - 7     | 295            | 300            | 11320                | 6150                 |
| 8 - 11    | 316            | 320            | 12100                | 6580                 |

ICカードは、全国相互利用ICカード（PASMO、Suica、Kitaca、manaca、TOICA、PiTaPa、ICOCA、nimoca、はやかけん、SUGOCA）が利用できる。2017年3月までは2013年より開始された交通系ICカード全国相互利用サービスに対応しておらず、PASMOとSuica以外の全国相互利用ICカードは使用できなかった。
また、横浜市が交付する敬老特別乗車証や福祉特別乗車券が利用できる。ただし切符に引き換える必要がある。
初乗り運賃は舞浜リゾートライン（ディズニーリゾートライン）の300円に次ぐ高さではあるが、全体的な運賃は全線と同じ距離では400円以上になる北総鉄道や埼玉高速鉄道など他の第三セクター鉄道よりも安価に抑えられている。

## 付帯事業

### 駐車場
次の駐車場を経営している。
- 並木中央駐車場 月極／日貸し
- 鳥浜駐車場 月極／時間貸し

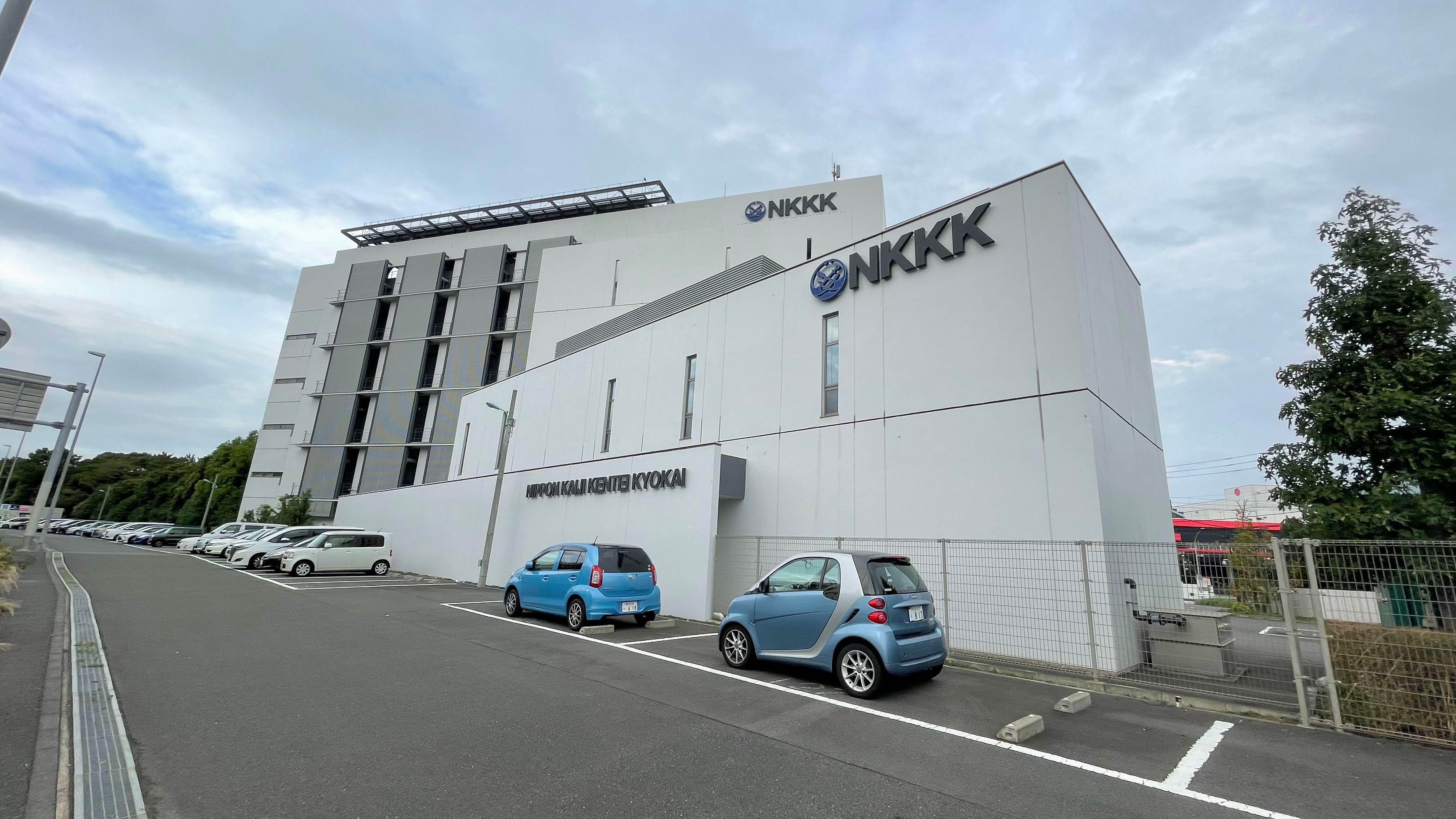
日本海事検定協会理化学分析センターの隣にある鳥浜駐車場

- 産業振興センター前駐車場 時間貸し パーク24委託経営
- 市大医学部駅駐車場 時間貸し パーク24委託経営
- 海辺の散歩道駐車場 時間貸し パーク24委託経営
- 海の公園柴口駐車場 時間貸し 横浜市緑の協会委託経営
- 八景島駅高架下駐車場 時間貸し 横浜市緑の協会委託経営

### 施設保有
京浜急行電鉄金沢八景駅の駅舎橋上化工事においては、株式会社横浜シーサイドラインが国土交通省の鉄道駅総合改善事業における補助金を受けられる第三セクターであることから事業主体となる。

## 広報

### キャラクター
2013年2月に、3月23日の第2回シーサイドラインフェスタの告知において、公式キャラクター（ゆるキャラ）が発表された。発表されてから数週間、はがきにて名称を募集した結果、「キラキラ☆シーたん」と愛称が決まった。
2014年8月にシーサイドラインをモチーフとした鉄道むすめ「柴口このみ」が誕生し、同キャラクターを起用したプロモーションやグッズ販売が行われている。2017年2月からは券売機の画面にも柴口このみが登場するようになった。同4月より、タレントの幸野ゆりあを「リアル鉄道むすめ　柴口このみ」として起用している。

### シーサイドラインフェスタ
シーサイドライン車両基地にて「シーサイドライン沿線から金沢区を笑顔に」を目標に、2012年から毎年春にシーサイドラインフェスタを行っている。シーサイドラインやその他の鉄道のグッズ販売やシーサイドラインが主に走っている金沢区の特産品や地元の学生による披露宴等を行っている。
新型コロナウィルスの感染拡大防止のため2020年は中止され、その後も開催が見合わせられていたが、2024年3月30日に5年ぶりに開催された
。

### プレミアム探検ツアー!
シーサイドラインの沿線コラボ企画として、シーサイドライン沿線の企業等を巡るツアー。毎回数十名を抽選で募集する。2019年2月時点で実施回数25回目となる。
- 第1回（2012年12月16日） - 東洋電機製造・横浜新都市交通・海洋研究開発機構
- 第2回（2013年2月18日） - 南部市場・横浜新都市交通・横浜・八景島シーパラダイス
- 第3回（2013年4月2日） - ミツハシ・横浜新都市交通・山陽印刷
- 第4回（2013年7月27・28日、8月24・25日） - 横浜新都市交通
- 第5回（2013年9月28日） - 横浜新都市交通・柴漁港・山陽印刷
- 第6回（2013年11月30日） - 横浜シーサイドライン・横浜市役所環境創造局 金沢水再生センター・横浜市役所資源循環局 焼却工場 金沢工場
- 第7回（2013年12月26日） - 東洋電機製造・横浜シーサイドライン・野毛電気工業

## 経営状況

### 概況
2001年5月に第1次中期経営計画を作成し、2002年度より2010年度まで単年度黒字を達成している。第2次中期経営計画においては、2008年度までに累積損失は100億円以内を達成したものの、2009年3月時点で21億1713万円の債務超過状態にあった。2010年8月に横浜市から25億円の増資を受け、債務超過状態は解消された。

### 第2次中期経営計画
2005年12月に策定した第2次中期経営計画（2005年度-2008年度）では、2008年度までに累積損失を100億円以内にし、2013年度までに債務超過を解消することを目標とした。

### 第3次中期経営計画
2009年3月に策定した第3次中期経営計画（2009年度-2014年度）では、2008年度と比較して社員数を約10%減、車両や地上設備の更新、付帯事業収入10%増を目標とした。

## 瀬谷地区新線敷設計画
2020年1月10日付の朝日新聞で、2015年に米軍から返還された上瀬谷通信施設跡地の再開発に伴うアクセス鉄道（仮称：上瀬谷ライン）として、横浜市が相鉄本線・瀬谷駅との間、およそ2kmに新交通システム (AGT) を敷設し、運行主体を横浜シーサイドラインに行わせる構想が報じられた。同月中に環境アセスメントに入るという。横浜市は2026年に開催される「国際園芸博覧会（花博）」を同跡地に招致し、その後テーマパーク等集客施設の開発を行う方針としていて、そのアクセス手段としてAGTの建設を検討している。さらに、横浜市議会議員、佐藤茂の政策報告によれば、上瀬谷からさらに延伸し、若葉台を経由しJR・東急長津田駅もしくは、JR十日市場駅に至るルートを検討しているという。これらにより、横浜市西部開発地区の交通網の整備を推進するという。
しかし、2021年11月16日に横浜シーサイドライン社内で行われた会議において、跡地に建設予定のテーマパークの開発主体や具体像が未定のため、新交通の利用者数が大きく変動する可能性を指摘。横浜市が提示した収支予測は「当社の認識とかけ離れている」とし、リスク回避策も不十分なため「課題が解決されない限り参画できない」と結論づけた。これにより横浜シーサイドラインは市からの上瀬谷ライン事業参画要請を拒否することが決定した。